# Giovanni Saccheri

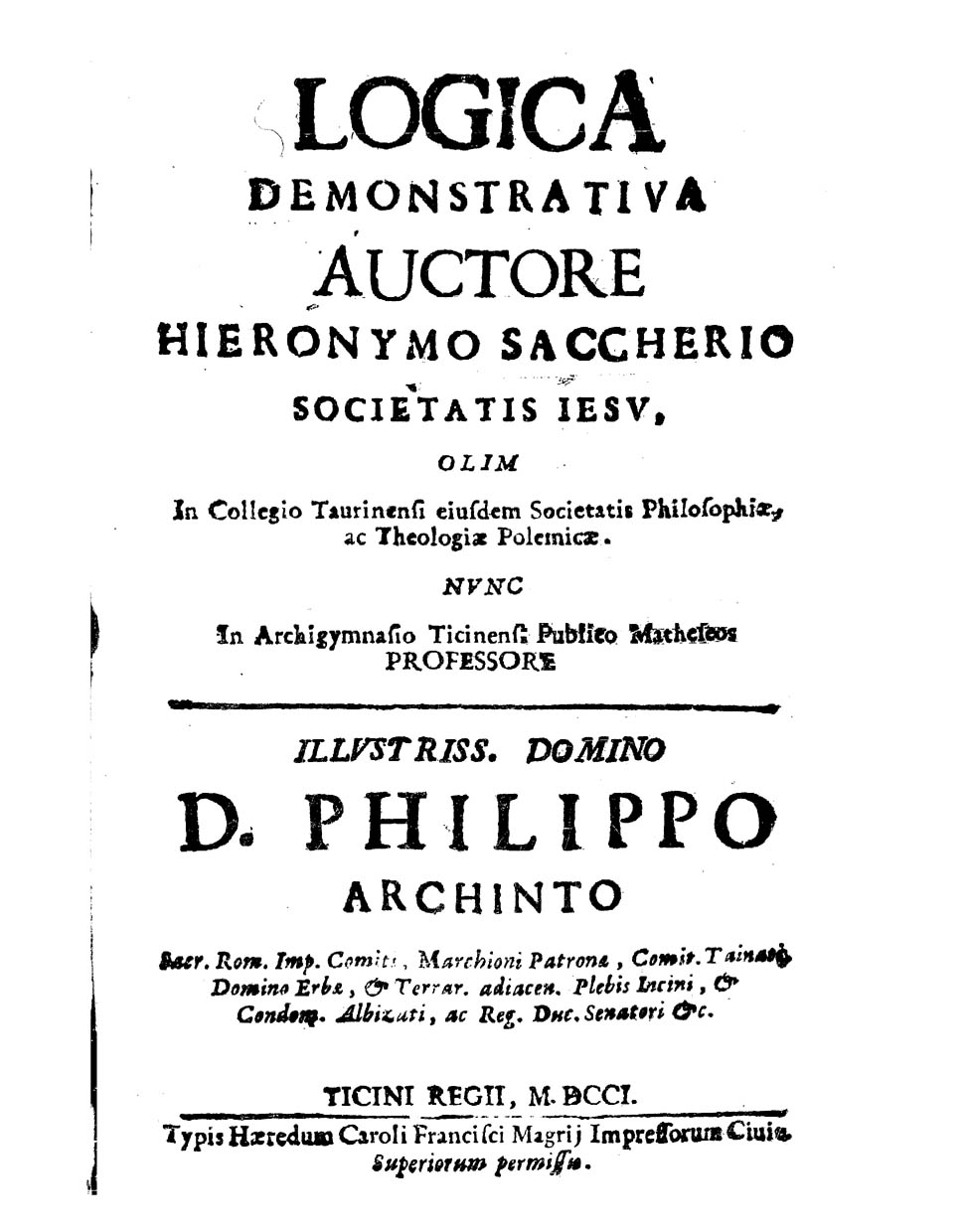
Logica demonstrativa, 1701

Giovanni Gerolamo Saccheri (San Remo, 5 september 1667 – Milaan, 25 oktober 1733) was een Italiaans wiskundige.
Saccheri trad in 1685 toe tot de Orde van de Jezuïeten in Genua. Vijf jaar later vertrok hij naar Milaan om filosofie en theologie te studeren aan het Jezuïetencollege. De wiskundige Tommaso Ceva stimuleerde hem daar om zich in de wiskunde te verdiepen. In 1694 werd hij in Como tot priester gewijd en vanaf dat moment werkte hij als docent op diverse Jezuïetencolleges in Italië. Hij gaf van 1694 tot 1697 filosofieles in Turijn, en doceerde van 1697 tot aan zijn dood in 1733 filosofie en theologie in Pavia. In 1699 werd hij daar ook hoogleraar in de wiskunde.
De eerste publicatie van Saccheri ("Quaesita geometrica") kwam in 1693 met veel ondersteuning van Tommaso Ceva tot stand. Saccheri richtte zich daarna vooral op de logica in de wiskunde; in 1697 schreef hij "Logica Demonstrativa", waarin hij -in de stijl van Euclides- ingaat op zaken als definities, stellingen en bewijsvoeringen. In 1708 werd zijn werk over de statica gepubliceerd onder de titel "Neo-statica".
Zijn werk "Euclides ab Omni Naevo Vindicatus" ("Euclides van elke blaam gezuiverd") uit 1733 wordt echter als zijn meesterwerk beschouwd. Hoewel Saccheri het zelf niet zo zag, wordt dit werk gezien als een van de eerste publicaties over de niet-euclidische meetkunde. Ongeveer 700 jaar daarvoor had de Perzische wiskundige Omar Khayyam dezelfde berekeningen al gepubliceerd in zijn boek "Risâla fî sharh mâ ashkala min musâdarât Kitâb 'Uglîdis" en Saccheri heeft heel duidelijk veel ideeën overgenomen uit het boek van Khayyam, maar over het werk van Khayyam wordt in de publicatie van Saccheri niets gemeld.
Het werk van Saccheri past in een tijd waarin het vijfde postulaat van Euclides (het 'parallellenpostulaat') veel aandacht had onder wiskundigen. Velen voor hem waren er niet in geslaagd om de vijfde stelling te bewijzen of af te leiden uit de eerste vier, en dus sloeg Saccheri een nieuwe weg in: hij deed een poging het parallellenpostulaat door middel van 'reductio ad absurdum' (een 'bewijs uit het ongerijmde') te bewijzen. Hij verwierp daartoe het vijfde postulaat en onderzocht de gevolgen van die aanname, in de hoop zo op onmogelijkheden te stuiten. Saccheri was echter zo doordrongen van de waarheid van het parallellenpostulaat, dat hij op het beslissende moment toch tot de foute conclusie kwam. Hij verwierp zijn resultaten ten onrechte als 'ongerijmd', en dacht daarmee het parallellenpostulaat te hebben bewezen. Zijn uitgebreide bewijsvoering was zo meesterlijk van aard dat het niet ondenkbaar wordt geacht dat hij de mogelijkheid van een consistente niet-euclidische meetkunde wel degelijk heeft ingezien, maar deze uit vrees voor eventuele vervolging niet uit durfde te spreken.
Saccheri overleed in Milaan in hetzelfde jaar dat zijn meesterwerk werd gepubliceerd.
- Biblioteca Nacional de España: XX1751030
- Bibliothèque nationale de France: cb13164455b (data)
- CiNii: DA0161852X
- Gemeinsame Normdatei: 101231687
- International Standard Name Identifier: 0000 0001 0929 543X
- Library of Congress Control Number: n79069965
- Nationale Bibliotheek van Israël: 987007271064705171
- Nederlandse Thesaurus van Auteursnamen: 241161541
- Réseau des bibliothèques de Suisse occidentale: 02-A000142638
- Istituto Centrale per il Catalogo Unico: LO1V168490
- Système universitaire de documentation: 08590340X
- Virtual International Authority File: 102329724
- WorldCat: E39PBJppBkDwD4bRhFmHkyYMfq